# Mauro Conconi
Pour les articles homonymes, voir Conconi.
Mauro Conconi, né le 7 décembre 1815 à Milan et décédé le 14 mai 1860  à Milan est un peintre italien.

## Œuvres
- L'educazione della Vergine, huile, 1845, église San Martino, Malnate.
- Rinaldo e Armida, huile, Galerie d'art moderne de Milan.
- Ritratto di Carlo Bellosio, huile, 1850, Galerie d'art moderne de Milan.
- Assunta, 1854, fresque, Cathédrale de Lodi.
- Santa Tecla nell'arena dei leoni, vitre, 1857, Dôme de Milan.